# Christlicher Fundamentalismus

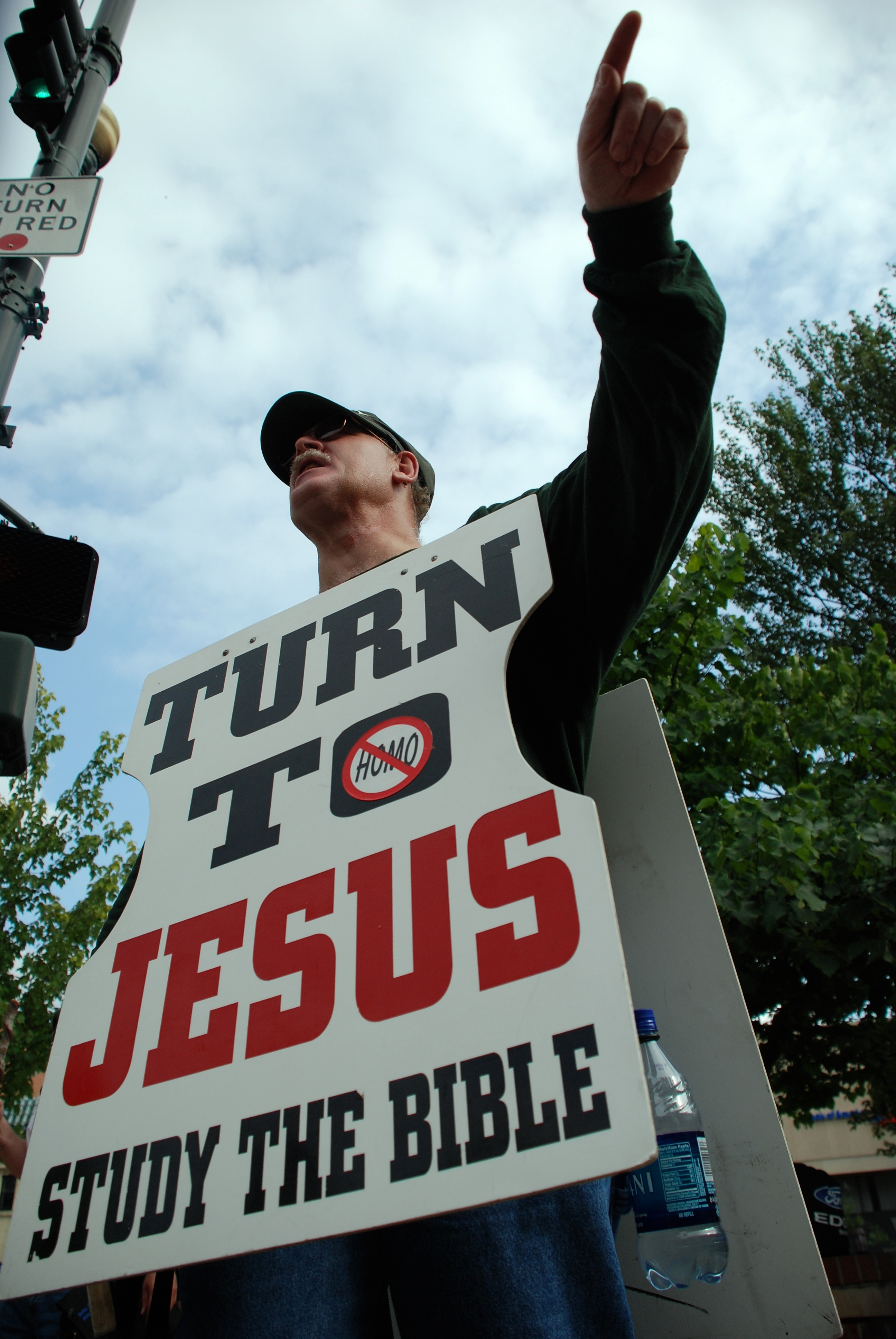
Ein Demonstrant in den USA ruft zur Umkehr zu Jesus und zum Bibelstudium auf.

Unter dem Begriff Christlicher Fundamentalismus werden vorwiegend solche Denkrichtungen im Christentum verstanden, die sich ausdrücklich auf die Bibel als Fundament (Bibeltreue) und wörtlich inspiriertes Wort Gottes berufen. Unter dem Begriff kann auch kirchlicher Struktur-Fundamentalismus verstanden werden, vor allem mit Bezug zur katholischen Kirche.
Nicht behandelt wird in diesem Artikel der Fundamentalismus von christlichen Sondergruppen, zum Beispiel der des Mormonentums oder der Zeugen Jehovas.

## Grundsätzliches
Im Zentrum des christlichen Fundamentalismus steht „der Glaube an die absolute Irrtumslosigkeit der Bibel auf allen Gebieten (also nicht nur auf dem Gebiet der Religion, sondern auch in den Bereichen Geographie, Geschichte und Biologie)“. Vertreter sehen die Grundlagen des Glaubens als etwas Gegebenes an, das nicht durch vernunftgeleitete Auseinandersetzung entdeckt oder entwickelt werden müsse, sondern das bekannt und zu verkünden sei.
Meist stimmen Anhänger des christlichen Fundamentalismus mit konservativen, als biblisch verstandenen Werten bezüglich der Treue überein, was auch auf die Sexualethik seine Auswirkung hat, so etwa auf das Verständnis von Geschlechtsverkehr außerhalb der Ehe oder von Abtreibung. Homosexualität und gleichgeschlechtliche Partnerschaften werden von den christlichen Fundamentalisten wie von den Evangelikalen entschieden abgelehnt (vom Allianz-Evangelikalismus sind auch differenzierende Stellungnahmen bekannt).
Die Evolutionstheorie wird in der Regel abgelehnt. Die Gegenmodelle sind auch als Kreationismus oder Intelligent Design bekannt.
Es gibt christlichen Fundamentalismus unterschiedlicher konfessioneller Ausprägung, unterscheidbar nach seiner Herkunft, seiner Entwicklung oder nach den jeweils für unverzichtbar erklärten Lehren. Charakteristisch für den konfessionell ausgeprägten Fundamentalismus ist die Abgrenzung gegenüber allen Strömungen, die die eigene Lehre nicht vollständig teilen – auch gegenüber anderen christlich-fundamentalistischen Gruppen. Das Außenbild und die Wahrnehmung des christlichen Fundamentalismus in der Fachliteratur und in der Presse ist sehr vielgestaltig.
Der Begriff Fundamentalismus ist nur selten eine Eigenbezeichnung. Meistens handelt es sich um die Sichtweise von Kritikern und Gegnern. So verstehen sich protestantische Fundamentalisten selber als „bibeltreu“. Nach dem evangelischen Theologen Christoph Urban handelt es sich um einen „Abgrenzungsbegriff“, mit dem der Sprecher in bestimmten Diskursen markiert, wo er „gefährliche Grenzen überschritten“ sieht. Urban benennt drei Diskurse:
- den modernitätstheoretischen Diskurs, der Fundamentalismus als Bejahung von Terrorismus oder anderen Formen von Gewalt identifiziert, als Ablehnung des religiös-weltanschaulichen Pluralismus und als Eintreten für eine Entdifferenzierung der Gesellschaft; außerdem wird Fundamentalismus hier als Ausdruck von Überforderung in der modernen Gesellschaft verstanden;
- den bibelhermeneutischen Diskurs, der dem Fundamentalismus ein schiefes Verständnis der Bibel und eine Ablehnung der historisch-kritischen Methode attestiert;
- den kirchenpolitischen, in dem es um das Verhältnis zu Evangelikalen, zu Pfingstlern und Charismatikern und schließlich Muslimen geht.[4]

## Protestantischer Fundamentalismus
Der Protestantismus in den USA geriet nach dem Sezessionskrieg in eine Krise. Als Reaktion darauf wurden neue Ideen entwickelt, um mit den neuen gesellschaftlichen Verhältnissen zurechtzukommen. Daraus ist der protestantische Fundamentalismus entstanden. Der Ursprung des Fundamentalismus-Begriffes liegt bei amerikanischen Zeitungsredaktionen und ihrer Wahrnehmung konservativ-protestantischer Kreise. Bereits 1878 wurde an der Niagara Creed-Konferenz von konservativ-protestantischen Theologen die göttliche Inspiration und damit verbundene Irrtumsfreiheit der Bibel bekannt und bekräftigt. Eigentlicher Auslöser war die zwischen 1910 und 1915 erschienene Schriftenserie The Fundamentals. Die beiden Brüder Lyman (1840–1923) und Milton Stewart (1838–1923) waren nach einer Predigt in der Moody Memorial Church in Chicago, die gegen die zunehmende Kritik an der Bibel unter protestantischen Geistlichen gerichtet war, bewegt und wollten etwas dagegen tun. Von diesen Schriften wurden über drei Millionen Exemplare verteilt. Autoren waren verschiedene amerikanische Geistliche und der Schweizer Theologe Frédéric Bettex (1837–1915). In den Schriften wurden die Grundlehren des Apostolischen Glaubensbekenntnisses aus dem 5. Jahrhundert verteidigt, zu denen alle Kirchen weltweit über 1500 Jahre lang gestanden hätten. Die Schriften grenzten sich zudem gegen die Evolutionstheorie und verschiedene Sekten ab. Propagiert wurde auch der Dispensationalismus.
Auslöser der kritischen Betrachtung durch die Presse war die Bekämpfung der Evolutionstheorie. Dazu hat wesentlich der Scopes-Prozess von 1925 beigetragen. Als Folge dieses Prozesses war die Mehrheit der auflagenstarken Presse gegen die christlichen Positionen gerichtet. Dadurch wurde die Entflechtung zwischen konservativen und liberalen Christen gefördert.
Sowohl die protestantisch-fundamentalistisch wie auch die evangelikal geprägten Kirchen lehnen die liberale Theologie ab. Gute und sinnvolle Teilerkenntnisse der historisch-kritischen Methode werden besonders in der evangelikalen Tradition jedoch unangetastet gelassen, zum Beispiel Ergebnisse aus der formalen Textkritik an der Bibel.

„Mit Recht hat der Fundamentalismus darauf hingewiesen, dass die historische Kritik den biblischen Text nicht vor der Usurpation durch den Ausleger bewahrt hat, obwohl genau das ihre ureigenste Intention war.“

Im deutschsprachigen Europa wurde die fundamentalistische Bewegung im Unterschied zu den USA nie stark. Dort ist die Geschichte anders verlaufen: Zwischen der pietistischen Bewegung und der neo-evangelikalen Bewegung gibt es viele verschiedene Zwischenformen. Der Neo-Calvinismus ist marginal, in seinen Bekenntnissen und Praktiken heterogen und von den anderen beiden Richtungen nur um Nuancen unterscheidbar.
Nach den Angaben der Autoren William MacDonald und Dean Sherman ist der Übergang zum Fundamentalismus auch bei der Charismatischen Bewegung bzw. Neocharismatischen Bewegung, je nach Hintergrund der Gruppe oder Gemeinde, fließend. Letztere betreiben umstrittene Praktiken wie „Geistheilungen“: Gläubigen wird suggeriert, dass der Geistliche in der Lage sei, Krankheiten durch Handauflegen oder Ähnliches zu heilen. Die brasilianische Sekte Deus é Amor wirbt beispielsweise mit Abbildungen von leeren Rollstühlen und suggeriert damit, dass durch ihre Hilfe Gelähmte wieder laufen lernen. In Afrika geben Prediger wie Chris Oyakhilome und T. B. Joshua gegenüber ihrer Anhängerschaft vor, durch Gottes Hilfe Krankheiten wie AIDS heilen zu können.
Verbreitet ist außerdem das von C. Peter Wagner entworfene Konzept der „Geistlichen Kriegsführung“, in welchem behauptet wird, dass die Welt durch „Dämonen“ besetzt sei und durch christliches Handeln gereinigt werden müsse. Als „dämonisch“ werden dabei oft den Veranstaltern politisch missliebige Orte, Handlungen oder Weltanschauungen gewählt. „Viele Gebetsinitiativen versprechen sich gesellschaftliche Veränderungen durch geistliches Bezwingen der Mächte, die ‚Böses‘ verursachen (zum Beispiel Homosexualität, Abtreibung, auch Pluralismus und Humanismus) und ein ‚In-Existenz-Beten‘ der von Gott gewollten Ordnung.“ Trotz der militanten Rhetorik handelt es sich bei der geistlichen Kriegsführung aber um friedliche Märsche oder Gebete, nicht um gewalttätige Ausschreitungen.
Ein Merkmal des radikalen Flügels des protestantischen Fundamentalismus ist die doppelte Trennung: Fundamentalisten lehnen nicht nur jede Zusammenarbeit mit Menschen ab, die aus ihrer Sicht falsche Lehren vertreten, sie lehnen auch die Zusammenarbeit mit aus ihrer Sicht rechtgläubigen Menschen ab, die ihrerseits mit Vertretern einer falschen Lehre zusammenarbeiten. Diese Rigidität führte später zur organisatorischen Entflechtung von separatistischen Fundamentalisten und gemäßigten Evangelikalen, die theologisch aber genauso in apostolischer Tradition im Sinne des apostolischen Glaubensbekenntnisses stehen.
Die Auftrennung von radikalen, oft calvinistisch geprägten Fundamentalisten und gemäßigten Evangelikalen hatte auch innerkirchliche Folgen. Die beiden Richtungen entflochten sich in den USA, teilweise auch anderswo, in einem über Jahrzehnte dauernden Prozess in unterschiedliche Kirchen und Kirchenbünde. Die christlichen Fundamentalisten in den USA gründeten 1941 den nationalen Dachverband ACCC, die Evangelikalen 1942 den Dachverband NAE. Die Fundamentalisten hatten das Motto „keine Zusammenarbeit und keine Kompromisse“, die Evangelikalen „Zusammenarbeit ohne Kompromisse“ in wichtigen Lehrfragen.
Die Fundamentalisten sind kirchlich hierarchischer gegliedert, die Evangelikalen haben einen starken innerkirchlichen Pluralismus mit demokratisch geprägtem Laien-Priestertum und freier Meinungsäußerung, wobei es alle denkbaren Zwischenformen gibt. Die calvinistisch geprägten Christen innerhalb der radikalen Fundamentalisten der USA bezeichnen die Evangelikalen als Arminianer und ordnen sie aus ihrer Sicht damit der gleichen großen Denkfamilie zu, zu der auch die theologisch Liberalen gehören. Ein Beispiel: Die Zusammenarbeit des bekannten evangelikalen Evangelisten Billy Graham mit Katholiken, Orthodoxen und Vertretern der theologisch liberal geprägten Mainstream Churches hat zur Entflechtung zwischen Fundamentalisten und Evangelikalen beigetragen.
Konfliktlinien innerhalb des protestantischen Fundamentalismus entstehen entlang unterschiedlicher sozialer und wirtschaftlicher Hintergründe der Beteiligten, unterschiedlicher Glaubens- und Gottesdienstkulturen und Gesangstraditionen, die an meistens nebensächlichen theologischen Fragen kondensieren und zur Spaltung im Streit zwischen fundamentalistischen Gemeinden führen können. Die meisten Gemeindeabspaltungen sind jedoch friedlicher, organischer Natur und haben ihren Grund in arbeitsökonomischer Arbeitsteilung. Dies äußert sich etwa in Gründungen von Filialgemeinden, die ab einer gewissen Größe in die Unabhängigkeit entlassen werden und im – falls existenten – betreffenden Kirchenbund als eigenes Mitglied aufgenommen werden.
Zwischen radikalen Fundamentalisten, gemäßigten Evangelikalen und theologischen Liberalen gibt es in Bezug auf das Bibelverständnis Unterschiede, was sich in der entsprechenden Literatur breit niederschlägt: Für die Fundamentalisten ist die Bibel irrtumslos, für die Evangelikalen von Gott inspiriert und absolut vertrauenswürdig und für die Liberalen ein Buch, das Gottes Wort bezeugt.
In der protestantischen Literatur werden oft theologische und konfessionsgeschichtliche Gründe angeführt, um die fundamentalistische Bewegung von anderen Strömungen abzugrenzen. Es gibt jedoch auch religionsspezifische sozialpsychologische Argumente, um die Abgrenzung zum Fundamentalismus zu orten:

„Die meisten fundamentalistischen Gruppen haben dagegen in ihrer Gemeindeleitung einen ganz konkreten Über-Vater, dessen Ansicht für die Gruppe verbindlich ist. Oft ist dessen Verhalten – durchaus auch im positiven Sinne des Wortes – patriarchalisch. Es ist darum für die Mitglieder einer solchen Gruppe schwer, zu eigener Mündigkeit, zu einer unabhängigen Gottesbeziehung zu finden, wie sie dem Neuen Testament entspricht.“

Soziologisch hat der radikale christliche Fundamentalismus manchmal strikte, unverrückbare Kriterien, um die Christen von den Ungläubigen zu unterscheiden. Manchmal wird die Kleidung betont (Frauen mit langen Röcken), in manchen Gruppen mit Kopfbedeckung in der Kirche, Männer nur mit oder nur ohne Bart. Daneben gibt es geschriebene und ungeschriebene Regeln, was als weltlich definiertes Tun zu unterlassen ist (beispielsweise bei extremen Fundamentalisten Verbot von Kino, Tanz, Kartenspiel, Make-up, Alkohol, Rauschmittel, Konsum von weltlicher Musik, Fernsehen und anderen Medien, in seltenen Fällen sogar der Erwerb höherer Bildung). Diese Regeln können sich von Gruppe zu Gruppe stark unterscheiden und sich in einer Gemeinde im Laufe der Zeit auch wieder ändern.
Ein Merkmal fundamentalistischer christlicher Gruppen ist die grundsätzliche Ablehnung der Ökumene und manchmal auch anderer Formen der Zusammenarbeit mit anderen christlichen Richtungen.
Martin Riesebrodt unterscheidet verschiedene Phasen in der Entwicklung des protestantischen Fundamentalismus in den USA: den religiösen Disput 1900–1918, Einflussnahme auf staatliche Institutionen 1918–1925, Rückzug und Niedergang nach dem Scopes-Prozess 1925–1930, Reorganisation 1930–1940, institutionelle Abgrenzung 1940–1970 und neue Mobilisierung ab Ende 1960er Jahre aufgrund der neuen Möglichkeiten in den Massenmedien.
Der Ökumenische Rat der Kirchen wird als zu liberal und linksgerichtet abgelehnt. Eine Organisation der radikal-protestantischen Fundamentalisten ist der International Council of Christian Churches (ICCC), gegründet 1948. Jedoch gibt es im deutschen Sprachraum keine Kirchen oder Gemeinden, die Mitglied des ICCC sind. Der ICCC hat aufgrund seines starken Separatismus in der evangelikalen Bewegung keine breite Anerkennung erlangt.
Während diese Gruppierungen friedlich und höchstens in theologischen Diskussionen rhetorisch deutlich auftreten, gibt es in den USA kleine rechtsextreme Gruppen wie Aryan Nations und die Christian-Identity-Bewegung. Sie haben mit dem traditionellen protestantisch-konservativen Fundamentalismus nichts zu tun. Es handelt sich um rechtsextreme Sondergruppen, die, wie bei solchen Gruppen üblich, verschiedene ideologische Hintergründe zu einer eigenen Weltanschauung vermischen und so auch christliche Versatzstücke, unter Missachtung der biblischen Ursprungs- und Bedeutungseinbettung, als Begründungsmuster hineinnehmen.
Eine wichtige Denkrichtung innerhalb des christlichen Fundamentalismus ist der Dominionismus, der die Bedeutung des Staates verringern will und eine politische Reformation auf der Basis der alttestamentlichen Gesetze fordert, die auch zur Relativierung eines Teils von heute mehrheitlich akzeptierten Rahmenbedingungen führen kann, etwa die Aufhebung von öffentlich-rechtlich anerkannten Formen des menschlichen Zusammenlebens außerhalb der klassischen Ehe.
Eine besondere Bedeutung haben pentecostale fundamentalistische Bewegungen in Brasilien erlangt, wie die Igreja Universal do Reino de Deus oder Deus é Amor. Vor allem in den Armenvierteln finden diese als Wirtschaftsunternehmen aufgebauten Gruppen willige Anhänger. Die Führer der Organisationen geben sich als Wunderheiler, die u. a. vorgeben, Tote wieder aufstehen zu lassen. Es bestehen Verbindungen in die Politik (zum Beispiel über den Partido Social Cristão) und ins organisierte Verbrechen. Viele Pastoren sind ehemalige Bandenmitglieder, die sich ihrer Verbrechen rühmen und behaupten, durch Gottes Hilfe von diesem Leben abgekommen zu sein:

„Jawohl – wie von den Dämonen gefordert, habe ich mit meiner Frau unseren sechs Monate alten Sohn getötet, in der Pfanne gebraten, sein Fleisch gegessen – so viele barbarische Verbrechen habe ich begangen, ich war schon in der Hölle!“

## Katholischer Fundamentalismus
Der Begriff eines „katholischen Fundamentalismus“ – 1985 erstmals akademisch in einer US-amerikanischen Schrift gebraucht von Gabriel Daly – wird laut Martin Kirschner, wissenschaftlicher Assistent am Lehrstuhl Dogmatik der Universität Tübingen, theologisch sowie innerkirchlich eher abgelehnt. So hält der Theologe Wolfgang Beinert die Formulierung für eine „contradictio in adiecto“ und bezeichnet Fundamentalismus in jedweder Form als strukturell häretisch.
Gleichwohl finden sich Elemente des religiösen Fundamentalismus im Katholizismus wieder. Ende des 19. und Anfang des 20. Jahrhunderts waren das vor allem der Antimodernismus, die Ablehnung der historisch-kritischen Methode sowie der Integralismus, der in der Bildung eines abgeschotteten Milieus mündete. Infolge des 2. Vatikanums bildeten sich traditionalistische Gruppen „innerhalb und außerhalb der katholischen Kirche, welche weitreichende Strukturgemeinschaften mit dem […] protestantischen Fundamentalismus aufweisen.“ Kennzeichnend dafür sind die Absolutsetzung eines Teiles der kirchlichen Lehre und eine ahistorische Auffassung der Quellen des Glaubens (Schrift, Lehramt und Tradition). Der katholische Fundamentaltheologe Klaus Kienzler sieht die Ursache im katholisch geprägten Fundamentalismus in den Modernitätskrisen seiner Kirche und dem Ideal einer Societas perfecta, aus der etwa die Enzykliken Syllabus errorum bzw. Quanta Cura oder Pascendi hervorgingen und deren innerkirchliche Konflikte auch durch das Zweite Vatikanische Konzil nicht befriedet wurden. Es seien trotz theologischer Unterschiede zum Protestantismus „die gleichen fundamentalistischen Gefahren und Tendenzen auszumachen wie fundamentalistisches Schriftverständnis, Traditionalismus, Moralismus etc.“
Aus klerikaler Sicht warnte der Grazer Bischof Kapellari in diesem Zusammenhang vor einem laizistischen und religiösen Fundamentalismus; letztere Vertreter sehen im „Aggiornamento“ eine „Selbsttäuschung der Christenheit, die sich ihrer säkularistischen Auslaugung und des daraus entspringenden ethischen Verfalls der Gesellschaft nur nicht bewusst sei“. Es bedürfe einer „großen Hellsichtigkeit, um im Einzelfall die Geister zu unterscheiden“. Jedoch würde das Wort „Fundamentalismus“ heute oft sehr leichtfertig „als eine Keule gegen religiöse Menschen verwendet, die ihren Glauben ernst nehmen“. Ebenso warnte der Basler Bischof Kurt Koch, jetzt Präsident des Dikasteriums zur Förderung der Einheit der Christen, davor, in einer aus seiner Sicht zunehmend polarisierten Kirche „überall die Fundamentalismuskeule zu werfen“, anstatt sich „auf die Suche nach gemeinsamer Wahrheit [zu] machen“.

## Orthodoxer Fundamentalismus
Ein kleiner Teil der Athos-Mönche vertritt einen orthodoxen Fundamentalismus, der Begegnungen und Gespräche von Vertretern der Orthodoxie mit dem Papst, anderen Vertretern westlicher Kirchen oder den altorientalischen Kirchen vehement bis militant ablehnt, wobei aber die Lautstärke dieser Gruppe sehr viel größer ist als ihre tatsächliche Bedeutung.
Orthodoxe Fundamentalisten sind auch ein Teil der diversen, teils selbsternannten orthodoxen Episcopi Vagantes (irregulären Bischöfe) und ihrer Anhänger. Einige dieser Fundamentalisten sind Konvertiten aus westlichen Ländern.
Dagegen sind Gruppen wie die griechischen Altkalendarier, die russischen Raskolniken und Teile der Russischen Auslandskirche eher als extrem konservativ denn als fundamentalistisch zu bezeichnen, wenngleich es Überschneidungen gibt.
Typisches Kennzeichen des orthodoxen Fundamentalismus ist ins Extrem übersteigerter und absolut gesetzter Traditionalismus.

## Christlicher Fundamentalismus in Medien und Politik
Säkulare Medien und Politiker verwenden den Ausdruck „christlicher Fundamentalismus“ oft ungenau definiert und beziehen ihn auch auf Gruppen, die im theologischen Sinn nicht zum christlichen Fundamentalismus gehören. Oft werden dabei Kriterien verwendet, die nicht nur auf christliche Fundamentalisten, sondern ebenso auf breitere Kreise im konservativen Christentum zutreffen, so zum Beispiel die Befürwortung traditioneller Familienwerte, Vertretung einer Form von Kreationismus oder die Ablehnung von Gender-Mainstreaming, Schwangerschaftsabbrüchen sowie praktizierter Homosexualität.
Homosexualität beispielsweise wird von christlichen Fundamentalisten wie von den meisten konservativen Christen entschieden abgelehnt. Manche Politiker und säkulare Medien rechnen deshalb die Ex-Gay-Bewegung, welche vor allem die umstrittene Konversionstherapie zur Umorientierung von einer homosexuellen zu einer heterosexuellen Orientierung anbietet, zum christlich-fundamentalistischen Umfeld.
Eine mit dem christlichen Fundamentalismus oft verwechselte Bewegung ist die amerikanische christliche Rechte, die konservatives Christentum mit Kapitalismus, traditionellen Familienwerten, Waffenbesitz und Amerika als dem Gelobten Land kombiniert und diese Werte politisch vertritt, wobei in der heutigen Politik insbesondere Abtreibung, gleichgeschlechtliche Ehe und staatliche Regulierungen wie zum Beispiel eine staatliche Krankenversicherung abgelehnt werden.
Die Religiöse Rechte ist ein beträchtlicher Teil der republikanischen Wählerschaft und setzt sich hauptsächlich aus Evangelikalen, Katholiken und Mormonen zusammen, die auch zusammenarbeiten wie beispielsweise bei der Manhattan Declaration, und ist daher nur teilweise dem religiösen Fundamentalismus zuzuordnen. Christliche Fundamentalisten in den USA wählen mehrheitlich republikanisch, bei den Evangelikalen ist die politische Ausrichtung breiter gefächert.